# Stadhuis (métro de Rotterdam)
Stadhuis (en français hôtel de ville), est une station de la section commune à la ligne D et la ligne E du métro de Rotterdam. Elle est située sous le Coolsingel à proximité de la Hofplein et de la place de l'Hôtel-de-Ville (Stadhuisplein) dans le quartier centre, de Rotterdam au Pays-Bas.

## Situation sur le réseau

Plan du métro.

Établie en souterrain, la station Stadhuis, est située sur la section commune de la ligne D et la ligne E du métro de Rotterdam. Entre la station : de la section (D+E) Rotterdam-Centrale, terminus nord de la ligne D et en direction du terminus nord de la ligne E La Haye-Centrale ; et la station Beurs, en direction du terminus sud de la ligne E Slinge et du terminus sud de la ligne D De Akkers,,.
Elle dispose des deux voies de la ligne, encadrées par deux quais latéraux.

## Histoire
La station Stadhuis (en français hôtel de ville) est mise en service le 9 février 1968, lors de l'ouverture à l'exploitation de la première section de ligne du métro, de Rotterdam-Centrale à Zuidplein. Elle doit son nom à l'Hôtel de ville de Rotterdam situé à proximité.

La station en construction en 1966
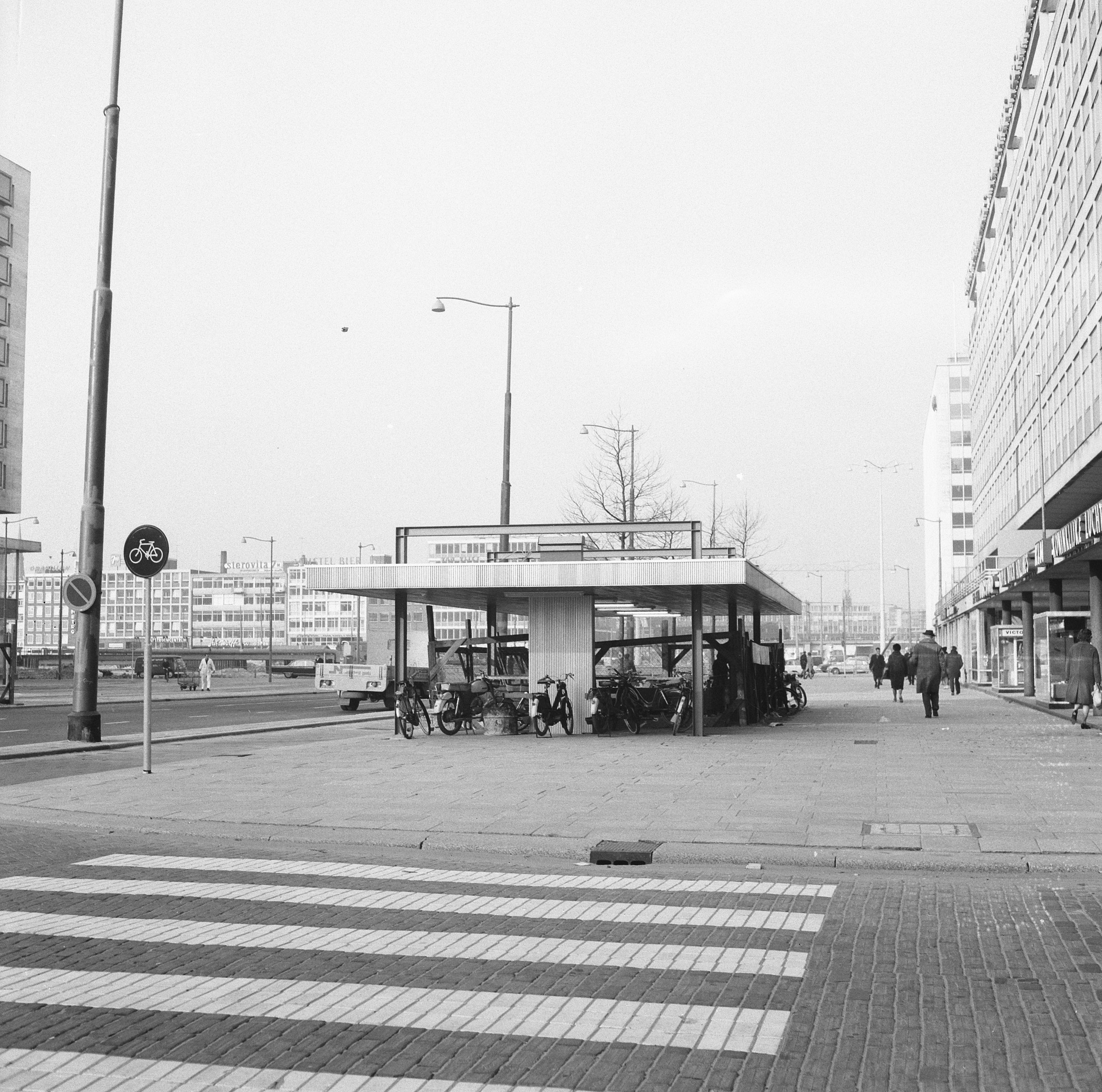
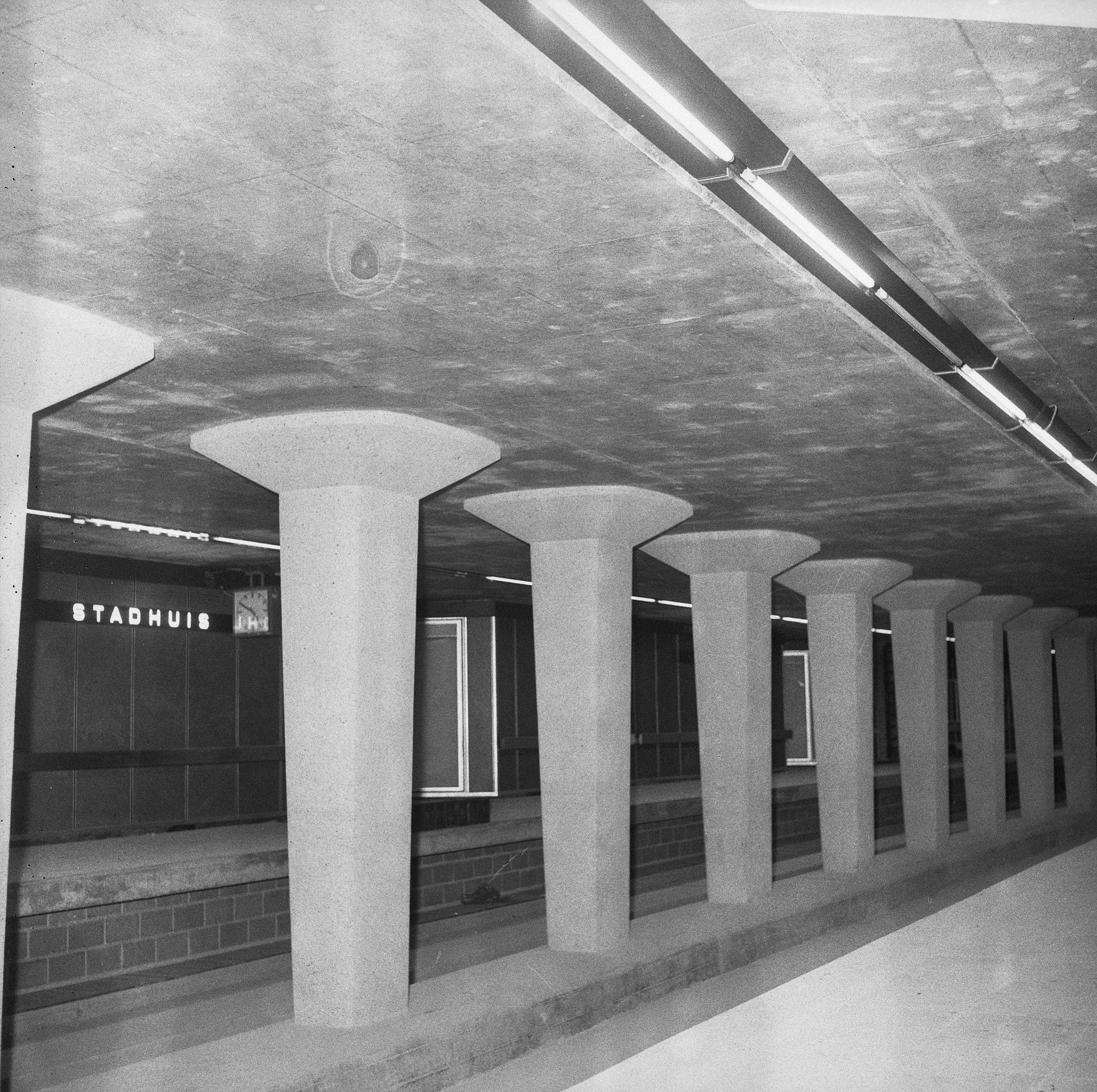
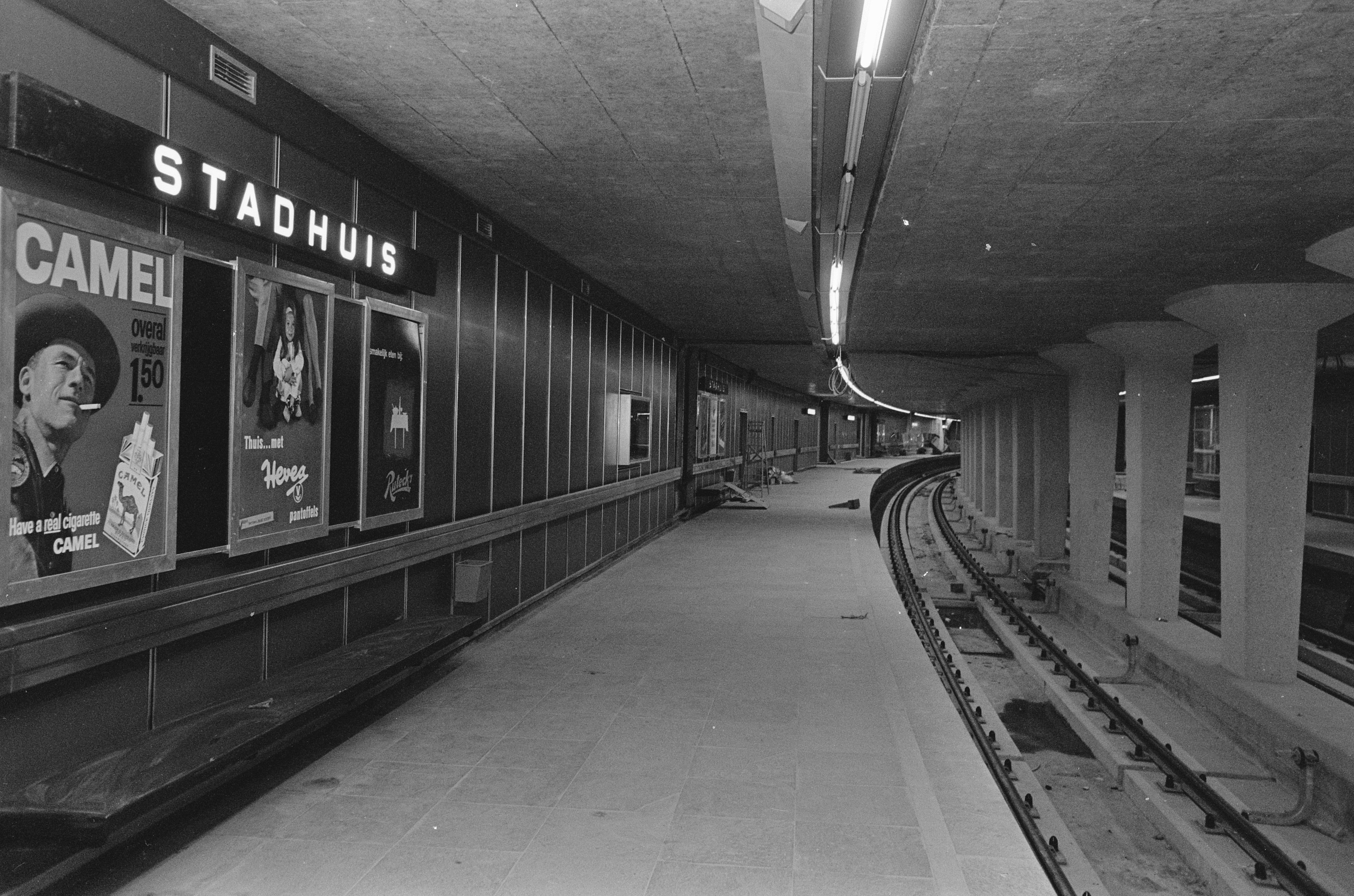

En décembre 2009, lors de la réorganisation et la nouvelle dénomination, des lignes du métro, elle devient une station de passage de la section commune à la ligne D et  la ligne E.

## Services aux voyageurs

### Accès et accueil
Elle dispose de plusieurs bouches équipées d'escaliers et d'escaliers mécaniques. Des ascenseurs permettent son accessibilité aux personnes à la mobilité réduite. Elle dispose notamment d'automates pour l'achat ou la recharge de titres de transport. Des tourniquets assurent le contrôle.

### Desserte

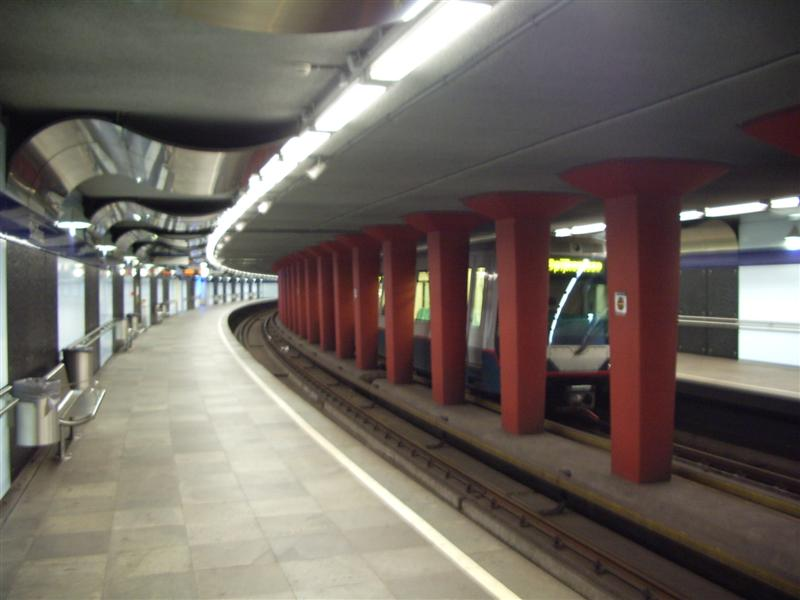
Voies et quais de la station.

Stadhuis est desservie par les rames de la ligne D et de la ligne E

### Intermodalité
La station est desservie par les lignes 12, 21 , 23 et 24 du tramway de Rotterdam.

## À proximité
- Rotterdam-Centre
- Hôtel de ville de Rotterdam
- Place de l'Hôtel-de-Ville (Rotterdam)